# Evacanthus hairus
Evacanthus hairus är en insektsart som beskrevs av Li och Wang 1996. Evacanthus hairus ingår i släktet Evacanthus och familjen dvärgstritar. Inga underarter finns listade i Catalogue of Life.